# Platypleura techowi
Espèce
Platypleura techowi est une espèce de cigales de la sous-famille des Cicadinae (famille des Cicadidae).  

## Répartition
Platypleura techowi se rencontre en Afrique australe. Elle est présente en Angola, en Namibie, au Botswana, en Zambie, au Zimbabwe, au Mozambique, au Swaziland et en Afrique du Sud.

## Habitat
Platypleura techowi affectionne les acacias comme Acacia karroo et des espèces du genre Cassia.

## Description

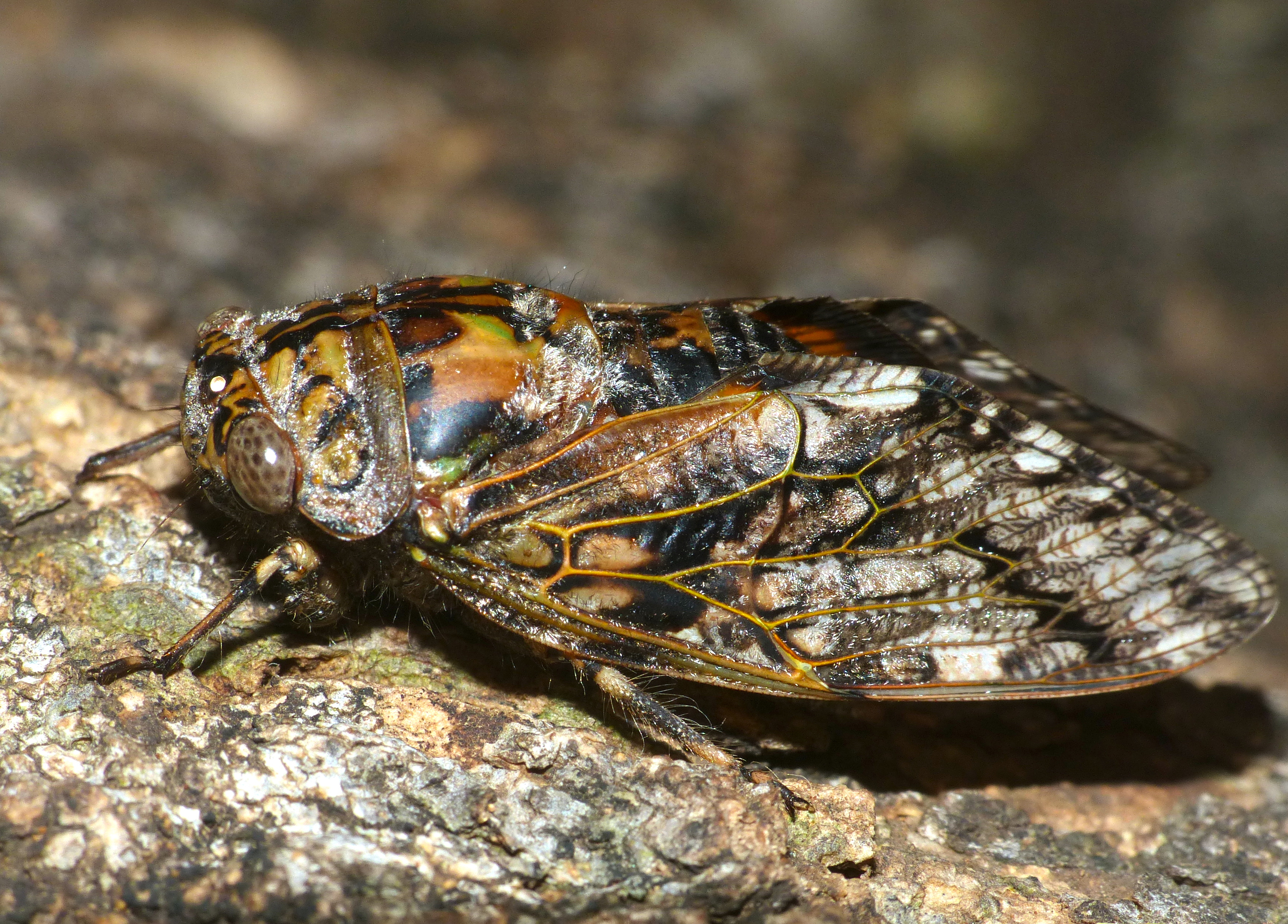
Platypleura techowi.

Le pronotum est brun et le mésonotum est principalement noir.

## Espèce similaire
Platypleura techowi est assez proche de Platypleura divisa.

## Systématique
Le nom valide complet (avec auteur) de ce taxon est Platypleura techowi Schumacher, 1913. L'espèce a été décrite en 1913 par l'entomologiste autrichien Friedrich Schumacher (d) (1888-1934) sous le protonyme Platypleura divisa techowi.
Platypleura techowi a pour synonymes :
- Platypleura divisa techowi Schumacher, 1913
- Platypleura divisa var. techowi Schumacher, 1913
- Systophlochius palochius Villet, 1989
- Systophlochius techowi (Schumacher, 1913)

### Publication originale
- (de) F. Schumacher, « Ein Beitrag zur Kenntnis der Rhynchoten-Fauna Südafrikas, insbesondere von Deutsch-Südwestafrika, Klein-Namaland und dem Kalaharigebiet », Denkschriften der Medicinisch-Naturwissenschaftlichen Gesellschaft zu Jena, Allemagne, vol. 17,‎ 1913, p. 49–88 (lire en ligne, consulté le 4 octobre 2024).